# Аркадіуш Реца
Аркадіуш Реца (пол. Arkadiusz Reca, нар. 17 червня 1995, Хойніце) — польський футболіст, захисник, лівий півзахисник польскої «Легії» і національної збірної Польщі.

## Клубна кар'єра
У дорослому футболі дебютував в сезоні 2012/13 у складі команді «Хойнічанка» з рідного Хойніце у третьому польському дивізіоні. 
Наступного року виступав за «Кораль» (Дембниця), де юний гравець був вже стабільним гравцем основного складу на рівні четвертого дивізіону.
Згодом швидко прогресував — провів рік на рівні другого польського дивізіону у складі «Флоти» (Свіноуйсьце), після чого на цьому ж рівні протягом сезону грав за «Віслу» (Плоцьк). 2016 року допоміг останній команді пробитися до Екстракляси і ще два роки грав за «Віслу» у найвищій футбольній лізі країни.
16 серпня 2018 року перейшов до італійської «Аталанти». Протягом сезону 2018/19 взяв участь лише у п'яти матчах в усіх турнірах, після чого був відданий для отримання постійної ігрової практики в оренду до клубу СПАЛ. У цій команді регулярно виходив на поле, проте не допоміг команді уникнути вильоту із Серії A за результатами сезону 2019/20.
Перед початком наступного сезону був знову відданий в оренду, цього разу до «Кротоне», що після дворічної перерви повертався до Серії A і посилював склад перед стартом в елітному дивізіоні. Протягом сезону 2020/21 відіграв за цю команду 30 матчів у першості країни, проте не зумів завадити їй повернутися на один дивізіон нижче.
У серпні 2021 року був знову орендований, цього разу клубом «Спеція».

## Виступи за збірні
2015 року дебютував у складі юнацької збірної Польщі (U-20). Наступного року провів три матчі за молодіжну збірну Польщі.
6 вересня 2018 року дебютував в офіційних матчах у складі національної збірної Польщі в рамках Ліги націй УЄФА 2018—2019.
| Дата       | Місто             | Господарі | Результат | Гості                | Турнір                               | Голи | Примітки |
| ---------- | ----------------- | --------- | --------- | -------------------- | ------------------------------------ | ---- | -------- |
| 6-9-2018   | Болонья           | Італія    | 1 – 1     | Польща               | Ліга націй УЄФА 2018-2019 - 1-й етап | -    |          |
| 11-9-2018  | Вроцлав           | Польща    | 1 – 1     | Ірландія             | товариський матч                     | -    | 72'      |
| 14-10-2018 | Хожув             | Польща    | 0 – 1     | Італія               | Ліга націй УЄФА 2018-2019 - 1-й етап | -    | 87'      |
| 24-3-2019  | Варшава           | Польща    | 2 – 0     | Латвія               | Відбір до ЧЄ 2020                    | -    |          |
| 10-10-2019 | Рига              | Латвія    | 0 – 3     | Польща               | Відбір до ЧЄ 2020                    | -    | 80'      |
| 13-10-2019 | Варшава           | Польща    | 2 – 0     | Північна Македонія   | Відбір до ЧЄ 2020                    | -    | 66'      |
| 16-11-2019 | Єрусалим          | Ізраїль   | 1 – 2     | Польща               | Відбір до ЧЄ 2020                    | -    |          |
| 19-11-2019 | Варшава           | Польща    | 3 – 2     | Словенія             | Відбір до ЧЄ 2020                    | -    | 33'      |
| 14-10-2020 | Вроцлав           | Польща    | 3 – 0     | Боснія і Герцеговина | Ліга націй УЄФА 2020-2021 - 1-й етап | -    |          |
| 11-11-2020 | Хожув             | Польща    | 2 – 0     | Україна              | товариський матч                     | -    | 79'      |
| 15-11-2020 | Реджо-нель-Емілія | Італія    | 2 – 0     | Польща               | Ліга націй УЄФА 2020-2021 - 1-й етап | -    |          |
| 18-11-2020 | Хожув             | Польща    | 1 – 2     | Нідерланди           | Ліга націй УЄФА 2020-2021 - 1-й етап | -    | 81'      |
| 25-3-2021  | Будапешт          | Угорщина  | 3 – 3     | Польща               | Відбір до ЧС 2022                    | -    | 79'      |
| 31-3-2021  | Лондон            | Англія    | 2 – 1     | Польща               | Відбір до ЧС 2022                    | -    | 86'      |
| 24-3-2022  | Глазго            | Шотландія | 1 – 1     | Польща               | товариський матч                     | -    | 70'      |
| Усього     |                   | Матчів    | 15        |                      | Голів                                | 0    |          |